# Walter Salzburger

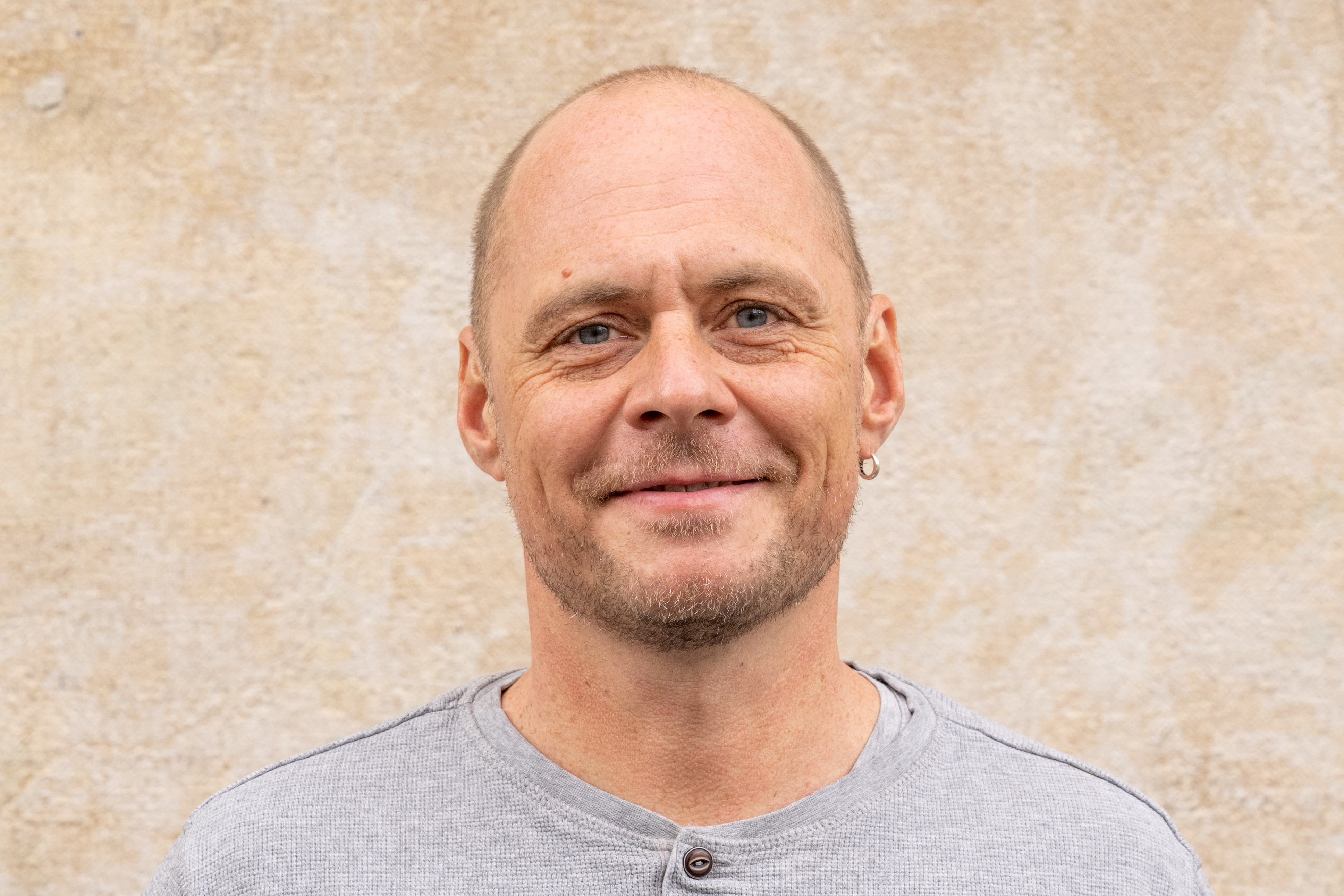
Walter Salzburger, 2023

Walter Salzburger (* 1. Jänner 1975 in Wörgl) ist ein österreichisch-schweizerischer Evolutionsbiologe und Hochschullehrer an der Universität Basel.

## Leben
Salzburger studierte zwischen 1993 und 1998 Biologie an der Universität Innsbruck. Danach folgte eine Promotion an ebendieser Universität, welche er 2001 mit Auszeichnung abschloss. Salzburger beschäftigte sich in seiner Promotion mit der Artbildung von Buntbarschen im Tanganyika-See. Nach verschiedenen Forschungsaufenthalten an der Harvard University, an der Universität Konstanz, an der Universität Lausanne, an der Universität Basel sowie an der Universität Oslo wurde Walter Salzburger 2007 Professor für Zoologie an der Universität Basel.

## Forschung
Salzburgers Forschungsinteressen liegen in der Evolution von Tieren, der Anpassung von Tieren an ihre Umwelt und der Erzeugung ökologischer, morphologischer, verhaltensbezogener und genetischer Vielfalt. Sein Hauptforschungsgebiet sind die molekularen Grundlagen der Evolution, zum Beispiel die Prozesse der Adaptation und Artbildung.
Als Modellorganismen verwendet Salzburger Buntbarsche.  Diese tropischen Süßwasserfische zeigen eine Gondwana-Verbreitung mit Vertretern aus Indien, Madagaskar, Süd- und Mittelamerika sowie Afrika. Mehr als 2000 Arten haben sich in den vergangenen Millionen Jahren entwickelt. Die Buntbarsch-Arten in den ostafrikanischen Grossen Seen Tanganyika, Malawi und Victoria sind mitunter die erstaunlichsten Beispiele für adaptive Radiation und explosive Artbildung. Salzburger interessiert sich für die Entwicklung der Biodiversität der Buntbarsche, für die intrinsischen Faktoren, die der Neigung der Buntbarsche zur explosiven Artbildung zugrunde liegen sowie für die externen (Umwelt-)Ereignisse, die die Radiation der Buntbarsche auslösen. Salzburger erforscht insbesondere die molekulargenetischen und genomischen Grundlagen des evolutionären Erfolgs von Buntbarschen.
Salzburger publizierte unter anderem in den renommierten Zeitschriften Nature, Science und PNAS.

## Auszeichnungen
Walter Salzburger wurde unter anderem mit folgenden Preisen geehrt:
- 1999: Würdigungspreis des österreichischen Bundesministers für Wissenschaft und Verkehr
- 2004: LBS-Umweltpreis
- 2008: ERC Starting Grant
- 2011: Walther-Arndt Forschungspreis
- 2013: ERC Consolidator Grant